# Карача-Китай (село)
Карача-Китай (з початку 1960-х років — Озерне; , крим: Qaraça Qıtay, К'арача (К'итай — зникле село в Джанкойському районі Республіки Крим, що розташовувалося на півночі району, на березі Сивашу, на півострові Карача-Китай — було одним із найбільш північних сіл району, приблизно за 8 км на північ від сучасного села Рюмшине.

### Динаміка чисельності населення
| - 1805 — 69 ос. - 1864 — 6 ос. - 1889 — 15 ос. | - 1892 — 0 ос. - 1915 — 4/22 ос. - 1926 — 15 ос. |

## Історія
Перша документальна згадка села зустрічається в Камеральному Описі Криму… 1784 року, судячи з якого, в останній період Кримського ханства Кобан Китай входив у Діп Чонгарський кадилик Карасубазарського каймаканства. Після анексії Кримського ханства Росією (8) 19 квітня 1783 року, (8) 19 лютого 1784 року, іменним указом Катерини II сенату, на території колишнього Кримського Ханства була утворена Таврійська область і село було приписано до Перекопського повіту. Після Павловських реформ, з 1796 по 1802 рік, входила до Перекопського повіту Новоросійської губернії. За новим адміністративним поділом, після створення 8 (20) жовтня 1802 Таврійської губернії, Карача-Китай був включений до складу Біюк-Тузакчинської волості Перекопського повіту.
За Відомістю про всі селища в Перекопському повіті, що складаються з показанням в якій волості скільки числом дворів і душ … від 21 жовтня 1805 в селі Карача-Китай було 10 дворів, 65 кримських татарів і 4 Ясирів. На військово-топографічній карті генерал-майора Мухіна 1817 року село Карачакитай позначено з 24 дворами. Після реформи волосного поділу 1829 Карача-Китай, зга «Відомості про казенних волостях Таврійської губернії 1829», залишився в складі Тузакчинської волості. На карті 1836 в селі 10 дворів. Потім, мабуть, внаслідок еміграції кримських татар до Туреччини, село помітно спорожніло і на карті 1842 Карача-Китай позначений умовним знаком «мале село», тобто, менше 5 дворів.
У 1860-х роках, після земської реформи Олександра II, село приписали до Ішуньської волості. У «Списку населених місць Таврійської губернії за даними 1864 року», складеному за результатами VIII ревізії 1864 року, Карача-Китай — власницьке село, з 2 дворами та 6 жителями при затоці Сиваша. На карті 1865-76 року в селі Карача-Китай ті ж 2 двори. За «Пам'ятною книжкою Таврійської губернії за 1867 рік», село стояло покинуте, зважаючи на еміграцію кримських татар, особливо масової після Кримської війни 1853—1856 років, до Туреччини. За «Пам'ятною книгою Таврійської губернії 1889 року», за результатами Х ревізії 1887 року, в селі Карача-Китай, вже, мабуть, заселеної вихідцями з материкової Росії, було 2 двори та 15 жителів.
Після земської реформи 1890 року Карачі-Китай віднесли до Богемської волості. У «Пам'ятній книжці Таврійської губернії на 1892 рік» у відомостях про Богемську волость жодних даних про село, крім назви, не наведено. За Статистичним довідником Таврійської губернії. ч. Друга. Статистичний нарис, випуск п'ятий Перекопський повіт, 1915 рік , на хуторі Карачі-Китай (Крашково — спадкоємців Люстіха) Богемської волості Перекопського повіту було 2 двори, 4 приписні жителі та 22 — «сторонніх», без вказівки національностей.
Після встановлення в Криму Радянської влади за постановою Кримрівкому від 8 січня 1921 року № 206 «Про зміну адміністративних кордонів» було скасовано волосну систему і у складі Джанкойського повіту було створено Джанкойський район. У 1922 повіти перетворили на округи. 11 жовтня 1923 року, за постановою ВЦВК, до адміністративного поділу Кримської АРСР було внесено зміни, внаслідок яких округи було ліквідовано, основною адміністративною одиницею став Джанкойський район і село включили до його складу. За Списком населених пунктів Кримської АРСР за Всесоюзним переписом 17 грудня 1926 року, на хуторі Карача-Китай, у складі скасованого до 1940 року Тереклинської сільради Джанкойського району, було 4 двори, населення становило 15 осіб і з них 14 росіян і 1 українець. На докладній карті РСЧА північного Криму 1941 року в Карача-Китаї відзначено 3 двори.
У 1944 році, після очищення Криму від нацистів, 12 серпня 1944 року було прийнято постанову № ГОКО-6372с «Про переселення колгоспників у райони Криму» та у вересні 1944 року до району приїхали перші новосели (27 сімей) із Кам'янець-Подільської і Київської областей, а на початку 1950-х років була друга хвиля переселенців з різних областей України. З 25 червня 1946 Карача-Китай у складі Кримської області РРФСР. 26 квітня 1954 року Кримська область була передана зі складу РРФСР до складу УРСР. До 1960 Карача-Китай був перейменований в Озерне, оскільки в «Довіднику адміністративно-територіального поділу Кримської області на 15 червня 1960 року» селище Озерне вже вважалося у складі Цілинної сільради. Озерне ліквідоване до 1968 року (за довідником «Кримська область. Адміністративно-територіальний поділ на 1 січня 1968 року» — у період з 1954 по 1968 рік). Стара назва збереглася в назві Сиваського півострова Карача-Китай, де раніше знаходилося село.